# Eastern Quarry
Eastern Quarry es una localidad de Trinidad y Tobago, que forma parte de la región de San Juan-Laventille.

## Geografía
La localidad abarca parte de la isla Trinidad y limita al norte con Picton y Laventille, al sur con Beetham Estate, al este con Laventille y al oeste con East Port of Spain (localidad perteneciente a la ciudad de Puerto España).

## Demografía
Datos demográficos de la localidad de Eastern Quarry:
| Gráfica de evolución demográfica de Eastern Quarry entre 2000 y 2011 |
|                                                                      |